# اوتفلد
اوتفلد (به آلمانی: Üttfeld) یک شهر در آلمان است که در بیتبورگ-پروم واقع شده‌است.